# 말라와니아

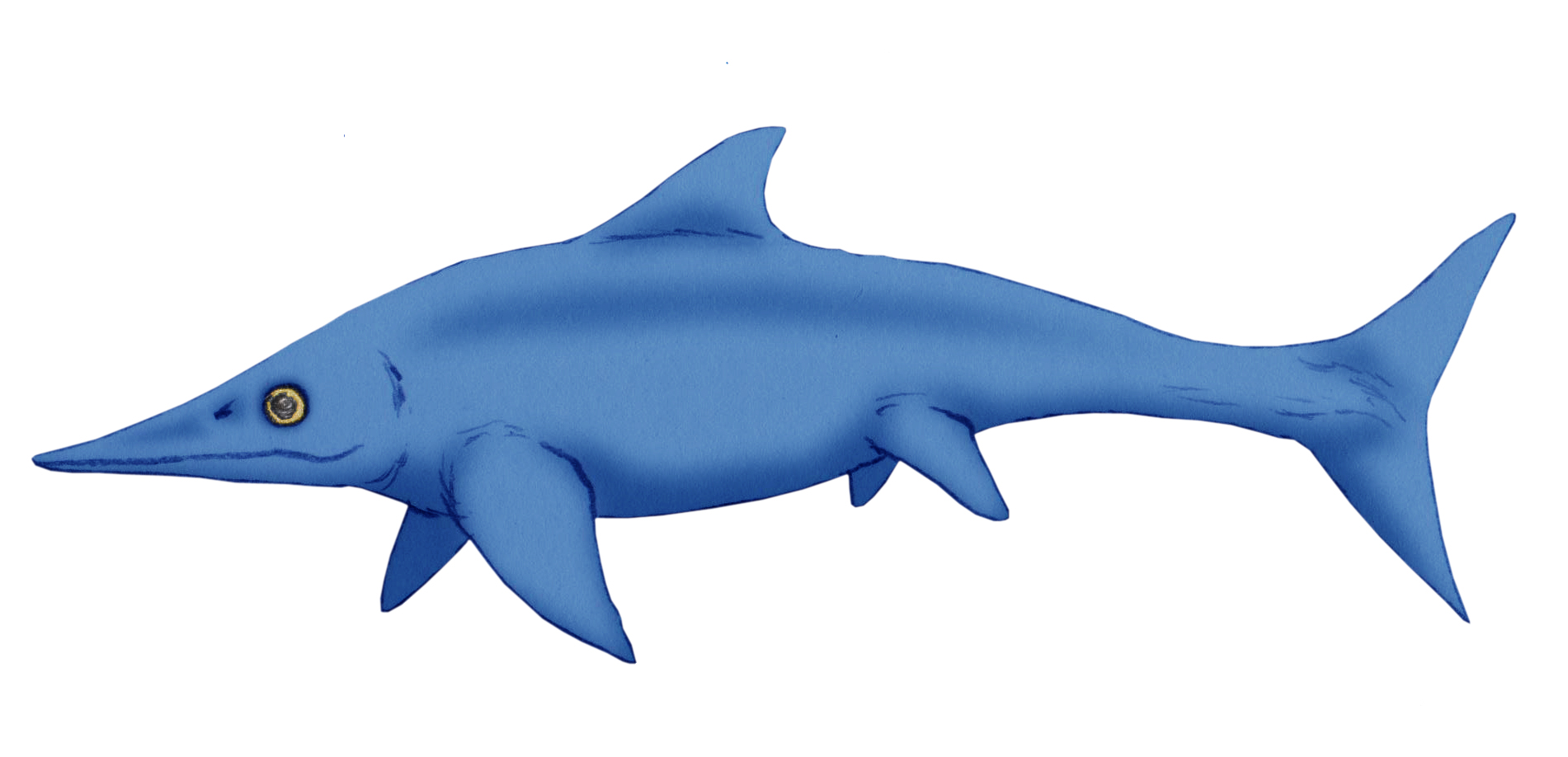

말라와니아(학명:Malawania anachronus)는 어룡목 안공룡과에 속하는 어룡이다. 지금은 멸종된 종으로서 전체적인 몸길이가 3~4m인 대형의 몸집을 가진 어룡에 속한다.

## 특징
말라와니아는 이라크 백악기 전기(하우테리비아기 또는 바레미아기)에서 멸종된 근저 툰노사우루스 어류이다. 말라와니아는 발렌틴 피셔, 로버트 M.에 의해 명명되었다. 2013년에 애플비, 대런 나이쉬, 제프 리스턴, 라이딩, J. B., 브린들리, S., 파스칼 고데프로이트의 모식종은 말라와니아 시대착오적이다. 이는 다른 백악기 어룡보다 훨씬 원시적이며 말라와니아보다도 7천만년 이상을 앞선 트라이아스기 후기와 쥐라기 초기의 어룡과 가장 가까운 관계이며 쥐라기 후기부터 안목룡과에 속하는 것으로 알려진 다른 모든 어룡들과 매우 유사하다. 완모식표본이자 유일하게 알려진 표본은 1952년에 영국의 석유 지질학자인 더글라스에 의해 발견되었다. 더글라스 마이클 마이크 모튼, F. R. S. 헨슨, R. J. 웨트젤 및 L. C. F. 다메신은 이라크 쿠르디스탄의 아마디아의 치아 가라에서 일하고 있다. 그 슬래브는 작은 강에 댐을 만드는 데 사용되었고 노새 자취의 일부였다. 그리고 나서 그것은 영국으로 다시 옮겨졌고 1959년에 자연사 박물관에 기증되었다. 로버트 M.애플비는 2004년에 사망할 때까지 수년간 이 표본을 연구했지만 논문을 발표하지 않았다. 1979년에 고생물학에 제출된 원고 한 권은 이 표본의 출처가 불확실하다는 이유로 기각됐다. 이 표본은 2013년에 피셔와 동료들에 의해 공식적으로 기술되었다. 화문학을 이용하여 표본을 둘러싼 암석의 나이가 하우테리비아-바레미아인 것으로 밝혀졌는데 이는 표본의 고풍스러운 성질을 감안할 때 예상하지 못한 것이었다. 각 누골(궤도 앞쪽 가장자리에 있는 쌍골)은 앞쪽 가장자리를 향해 움푹 패여 있다. 피셔와 동료들은 이것이 눈물막을 생성하는 눈물샘의 위치일 것이라고 추측했다. 누공의 길고 뒤쪽으로 돌출된 과정들은 궤도(눈구멍)의 중간 아래까지 연장된다 .그 안구는 경화환으로 알려진 13개의 뼈로 이루어진 고리로 지탱되었다. 말라와니아는 최소 5개의 목 척추뼈를 가지고 있다. 그들 사이의 경계가 여전히 구분되어 있는 동안 처음 두 개의 척추뼈는 융합되어 있다. 알려진 모든 중심체(추체)는 다른 것의 두 배인 첫 번째 것을 제외하고 길이가 같다. 일부 간추에서는 갈비뼈의 앞쪽에 위치한 면이 척추의 가장자리와 함께 부드럽게 흐른다. 동물의 앞부분을 향해 잘 뻗은 신경가시는 사다리꼴의 윗부분을 가지고 있는데 이는 이 속 특유의 특징이다. 갈비뼈의 단면은 양순이다. 바라크로미안과 달리 말라와니아의 견갑골(어깨날)은 앞면이 갈라지지 않았다. 사다리꼴 모양의 상완골(상완골)은 특이하게 짧으며 이 속 특유의 형태학이다. 각 상완골의 상단에는 캐피탈 과정으로 알려진 역방향 돌출부가 있다. 이 특성은 말라와니아에서도 독특하며 다른 어룡들의 과정은 반원형이다. 상완골은 가운데가 좁혀지지 않으며 이는 안목룡과의 바깥쪽에 있는 비정형 특성이다. 상완골의 아래쪽 끝은 크게 넓어지지 않고 각각 요골과 척골이라는 두 개의 뼈로 관절이 이어진다. 이 두 개의 6면 뼈는 가늘고 그 사이에 틈이 없이 안쪽 가장자리 전체에 걸쳐 서로 접촉한다. 사각형 요골(반경 아래의 손목뼈)을 제외하고 말라와니아의 손뼈는 맥고비아와 비슷하게 육각형 모양이고 단단히 맞물려 있다. 중간 매체(손목뼈 한 쌍)는 말라와니아 특유의 반지름 크기에 근접한다. 두 자릿수는 각 중간 매체에서 유래하며 이크티오사우루스와 유사하다. 말라와니아의 앞부분에는 총 4개의 다른 두 자리 숫자가 있다. 완성되었을 때 첫 번째 자리에는 9개 이상의 지골(지골)이 있고 이 중 첫 번째 자리에는 노치가 있다. 양턱에는 총 20~25개의 톱니 모양을 가진 이빨이 나 있다. 먹이로는 당대에 서식했던 물고기, 두족류, 갑각류를 주로 잡아먹고 살았을 육식성의 어룡으로 추정되는 종이다.

## 생존시기와 서식지와 화석의 발견
말라와니아가 생존했었던 시기는 중생대의 백악기 초기로서 지금으로부터 1억 4500만년전~1억 2000만년전에 생존했었던 종이다. 생존했었던 시기에는 중동, 서아시아, 중앙아시아를 중심으로 하는 인도양과 서부 태평양에서 주로 서식했었던 어룡이다. 화석의 발견은 2013년에 중동의 국가이자 서아시아의 국가 중에 하나인 이라크의 백악기에 형성된 지층에서 유럽의 고생물학자인 피셔에 의하여 처음으로 화석이 발견되어 새롭게 명명된 종이다.

## 같이 보기
- 파충류
- 중생대
- 백악기
- 어룡
- 화석